# Livet kan börja
Livet kan börja var en brittisk dramaserie från 1996 som sändes i två säsonger. Serien handlade om fem nyutexaminerade advokater som bor tillsammans i ett hus i södra London samtidigt som de tar sina första kliv ut i arbetslivet.
Serien rönte stora framgångar i England och blev även mycket populär i Sverige. Flera av de då unga skådespelarna fick en skjuts framåt i karriären tack vare serien, exempelvis Jack Davenport som spelade Miles.
2007 spelades även en långfilm in kallad Livet kan börja + 10 som utspelar sig tio år efter TV-serien.

## Rollista

### Huvudroller
- Miles Stewart (Jack Davenport)
- Djamila "Milly" Nassim (Amita Dhiri)
- Edgar "Egg" Cooke (Andrew Lincoln)
- Anna Forbes (Daniela Nardini)
- Warren Jones (Jason Hughes)
- Ferdinand "Ferdy" Garcia (Ramon Tikaram)

### Återkommande roller
- Michael O'Donnell (David Mallinson)
- Kira (Luisa Bradshaw-White)
- Jo (Steve John Shepherd)
- Rachel (Natasha Little)
- Nicki (Juliet Cowan)
- Kelly (Sacha Craise)
- Graham (Cyril Nri)
- Hooperman (Geoffrey Bateman)
- Lenny (Tony Curran)